# Maison Les Charmettes
La maison Les Charmettes est une maison située à Juigné-sur-Loire, en France.

## Localisation
La maison est située dans le département français de Maine-et-Loire, sur la commune de Juigné-sur-Loire.

## Historique
L'édifice est inscrit au titre des monuments historiques en 1965.